# Suor e Sacrifício
Suor e Sacrifício é o sétimo álbum de estúdio da banda de rock brasileira CPM 22, lançado no dia 28 de abril de 2017 através da Universal Music.

## Antecedentes e produção
Em 2011, o CPM 22 lançou Depois de um Longo Inverno, influenciado pelo ska; este foi seu último álbum de inéditas até então. Dois anos depois, lançaram CPM 22 Acústico, apresentando seus hits com uma "roupagem mais leve". Nesse meio tempo, o baixista Fernando Sanches deixou a banda por questões pessoais, e Heitor Gomes, ex-Charlie Brown Jr., o substituiu. Em 2014, o guitarrista Philippe Fargnoli se juntou ao CPM após deixar o Dead Fish. A participação de Phil na banda foi elogiada pelo guitarrista Luciano Garcia, que acreditava que o CPM necessitava de dois guitarristas e que Phil "já estava 100% alinhado com nossas influências, o jeito de tocar e até equipamento, tem tudo a ver com o CPM. A contribuição dele é sensacional".
Luciano afirmou que, antes do show da banda no Rock In Rio 2015, cerca de 90% das músicas de Suor e Sacrifício já estavam compostas, apenas com ensaio e gravação pendentes. Ele declarou: "O pessoal do Rock In Rio achou legal fazer um DVD com o show. Achamos mais interessante segurar o disco para divulgar o DVD. Por isso que demorou um pouquinho mais para lançá-lo". Fernando Sanches retornou à banda em tempo para participar das gravações de Suor e Sacrifício, em 2016, ainda que não tenha participado da concepção das músicas: "Quando ele voltou, fizemos um ensaio e não parecia que ele tinha ficado anos fora. A química voltou na hora. Fizemos Suor e Sacrifício sem ele, mandamos as músicas para ele tirar e ele gravou, com a cara do CPM". Heitor Gomes deixou a banda no mesmo ano.
O álbum conta com duas participações especiais. O estadunidense Trevor Keith, da banda Face to Face, escreveu e cantou "Never Going to Be the Same". Segundo Luciano, "[f]oi um orgulho, porque o Face to Face é a maior influência do CPM 22, sou o que mais me identifico com a banda. E o mais legal foi ele ter feito a música com a gente, [em vez] de só gravar". A outra participação é de Henrike Baliú, ex-Blind Pigs, em "Revolução". Luciano comentou: "Foi ótimo para a gente. Toquei no Blind Pigs nos anos 90 e eles nos influenciaram, é uma banda anterior ao CPM 22. Uma grande influência para nós."

## Composição
Segundo o vocalista Badauí, o álbum é "uma alusão ao que é viver de punk rock no Brasil, ainda mais nos dias de hoje", considerando que o gênero "está difícil, não tem tanta divulgação como já teve", embora reconhecendo que "a gente conquistou um público que nos ajuda a superar qualquer tempestade".
Após Depois de Um Longo Inverno, foi combinado que o novo disco seria de punk rock, "mais CPM". Segundo Luciano, "[a]s músicas foram surgindo e seguiam naturalmente para isso", e foram influenciadas por bandas que estavam ouvindo na época, como Ramones, Misfits, Bad Religion e Rancid. Ele disse que esse era o álbum que mais refletia a essência da banda.
Sobre as letras, Luciano comentou que a banda sempre escreveu sobre "o que estava vivendo, independente do assunto. E não tinha como deixar de fora essas questões meio sociais, vivemos isso no país. Juntamos isso com questões pessoais de cada um e refletiu o nosso modo de vida e o que pensamos sobre as coisas". Em outra entrevista, afirmou: "Tudo que a gente escreve ali é a nossa verdade, então, cada música tem a sua história própria, e elas juntas, acabam compondo um belo álbum".

## Recepção
Suor e Sacrifício obteve recepção positiva da crítica.

## Lista de faixas
| CD             |                                                   |                 |                         |         |  |
| N.º            | Título                                            | Letras          | Música                  | Duração |  |
| 1.             | "Combustível"                                     | Luciano         | Luciano                 | 2:57    |  |
| 2.             | "Pagar pra Ver?!"                                 | Badauí          | Badauí, Phil            | 3:05    |  |
| 3.             | "Ser Mais Simples"                                | Phil            | Phil                    | 3:36    |  |
| 4.             | "Conta Comigo"                                    | Luciano         | Luciano                 | 4:14    |  |
| 5.             | "Linha de Frente"                                 | Badauí          | Ricardo Galano          | 3:55    |  |
| 6.             | "A Esperança Não Morreu"                          | Badauí, Galano  | Galano, Badauí, Luciano | 3:07    |  |
| 7.             | "Como no Passado"                                 | Luciano         | Luciano                 | 3:56    |  |
| 8.             | "Desconexo"                                       | Luciano         | Luciano                 | 3:27    |  |
| 9.             | "Never Going to Be the Same" (part. Trevor Keith) | Keith           | Japinha, Keith          | 3:51    |  |
| 10.            | "Honrar Teu Nome"                                 | Badauí          | Phil                    | 4:08    |  |
| 11.            | "Segunda Chance"                                  | Badauí, Luciano | Luciano                 | 2:53    |  |
| 12.            | "Destemido"                                       | Luciano         | Luciano                 | 1:53    |  |
| 13.            | "Em Busca de Uma Pista"                           | Luciano         | Luciano                 | 2:55    |  |
| 14.            | "Todos Por 1" (Citação: Hino Nacional)            | Badauí, Luciano | Luciano                 | 2:56    |  |
| Duração total: | Duração total:                                    | Duração total:  | Duração total:          | 47:00   |  |

| Faixas extras (digital / LP) |                                   |                         |         |  |
| N.º                          | Título                            | Compositor(es)          | Duração |  |
| 15.                          | "Revolução" (part. Henrike Baliú) | Badauí, Henrike, Galano | 3:31    |  |
| 16.                          | "Cruz"                            | Badauí, Luciano         | 2:05    |  |
| Duração total:               | Duração total:                    | Duração total:          | 52:36   |  |

## Créditos
Com base no Bandcamp e no encarte do CD.
| CPM 22 - Badauí: vocais - Luciano: guitarras e vocais - Japinha: bateria e vocais - Phil Fargnoli: guitarras e vocais - Fernando Sanches: baixo Participações - Trevor Keith: vocais na faixa 9 - Deb Babilônia e Carox: coro na faixa 14 - Henrike Baliú: vocais na faixa 15 Locais - Gravado nos Estúdio El Rocha e Estúdio 44 (SP) por Fernando Sanches, Phil Fargnoli, Eric Yoshino e Rafael Bala Costa - Mixado no Estúdio Cada Instante (SP) por João Milliet |  | Outros - Arranjos: CPM 22 e Paul Ralphes - Direção artística: Paul Ralphes - Coordenação A&R: Igor Alarcon, Marina Furtado e Patricia Aidas - Produção executiva: Alexandre Ramos - Edição digital: Gabriel Arbex e Phil Fargnoli - Masterizado para vinil no The Blasting Room (Colorado) por Jason Livermore. - Direção de arte e projeto gráfico: Alexandre Cruz "Sesper" - Adaptação para LP: Antonio Augusto - Fotos: Mateus Mondini - Revisão: Luiz Augusto (Revendo Texto) e Alexandre M. - Coordenação gráfica: Geysa Adnet |